# Alvito
Alvito é uma vila portuguesa pertencente ao distrito de Beja, região do Alentejo e sub-região do Baixo Alentejo, com 1196 habitantes (Censos 2021).
É sede do Município de Alvito que tem 264,85 km² de área e 2 279 habitantes (2021), subdividido em 2 freguesias. O município é limitado a norte pelo município de Viana do Alentejo, a este por Cuba, a sul e oeste por Ferreira do Alentejo e a oeste por Alcácer do Sal.
O nome Alvito provém de Olivetto, que significa olival, facto comprovado pelas oliveiras milenares que se encontram no município.

## Freguesias
|  | O município de Alvito está dividido em 2 freguesias: 0 - Alvito (sede) - Vila Nova da Baronia 0 |

## História

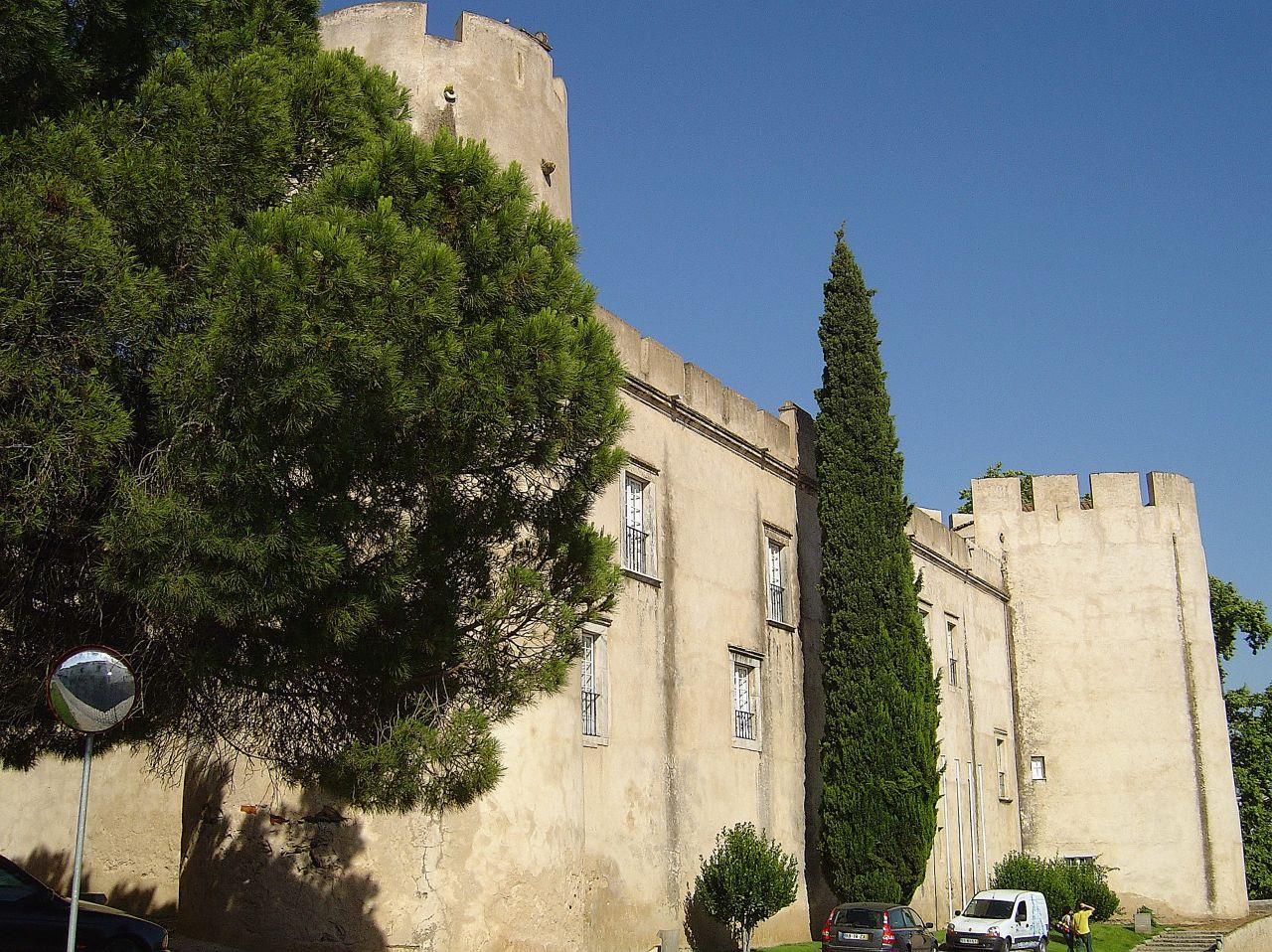
Castelo de Alvito e respetivas muralhas.

### Pré-história e época romana
O território correspondente ao concelho de Alvito foi habitado pelo menos ao Neolítico, tendo esta presença continuado ao longo das Idades do Cobre, Bronze e do Ferro. O domínio romano ter-se-á iniciado nos princípios do século I, tendo permanecido vários vestígios deste período no concelho, nomeadamente as villae de S. Romão, de S. Francisco e Malk Abraão.

### Alta Idade Média e reconquista
Após a queda da civilização romana, o concelho terá continuado a ser habitado ao longo da época visigótica, e depois dominado pelas forças islâmicas. Durante este período destaca-se a construção do Palácio de Água de Peixes, no século XII.
Alvito foi reconquistada pelas tropas cristãs em 1234. Em 1251 foi doada a D. Estêvão Anes, chanceler-mor do reino, pelo rei D. Afonso III e pela família Pestana de Évora. Inicia-se então uma fase de repovoamento e crescimento em Alvito, que chegará a ser um povoado de dimensões consideráveis, segundo os padrões da época. Foi provavelmente também no século XIII que foi construída a Igreja Matriz.
Devido à sua forte ligação com D. Estêvão, o monarca concedeu novos privilégios à vila, como a isenção de impostos, tendo passado por Alvito em 8 de Maio de 1265. D. Estêvão Anes faleceu em 20 de Março de 1279, deixando em testamento a vila para a Ordem da Santíssima Trindade, que logo em 1 de Agosto de 1280 lhe atribui uma carta de foral, de moldes semelhantes à de Santarém. Esta carta de foral foi depois confirmada pelo rei D. Dinis em 1283. No testamento de D. Estêvão Anes também se faz referência a um paço, que não era o Castelo de Alvito, mas um edifício fortificado, formado por várias casas e uma torre, e que provavelmente estava situado na área da Horta das Adegas, nas imediações da Ribeira de Odivelas. A Ordem da Santíssima Trindade também terá sido responsável pela primeira Igreja Matriz de Vila Nova da Baronia.

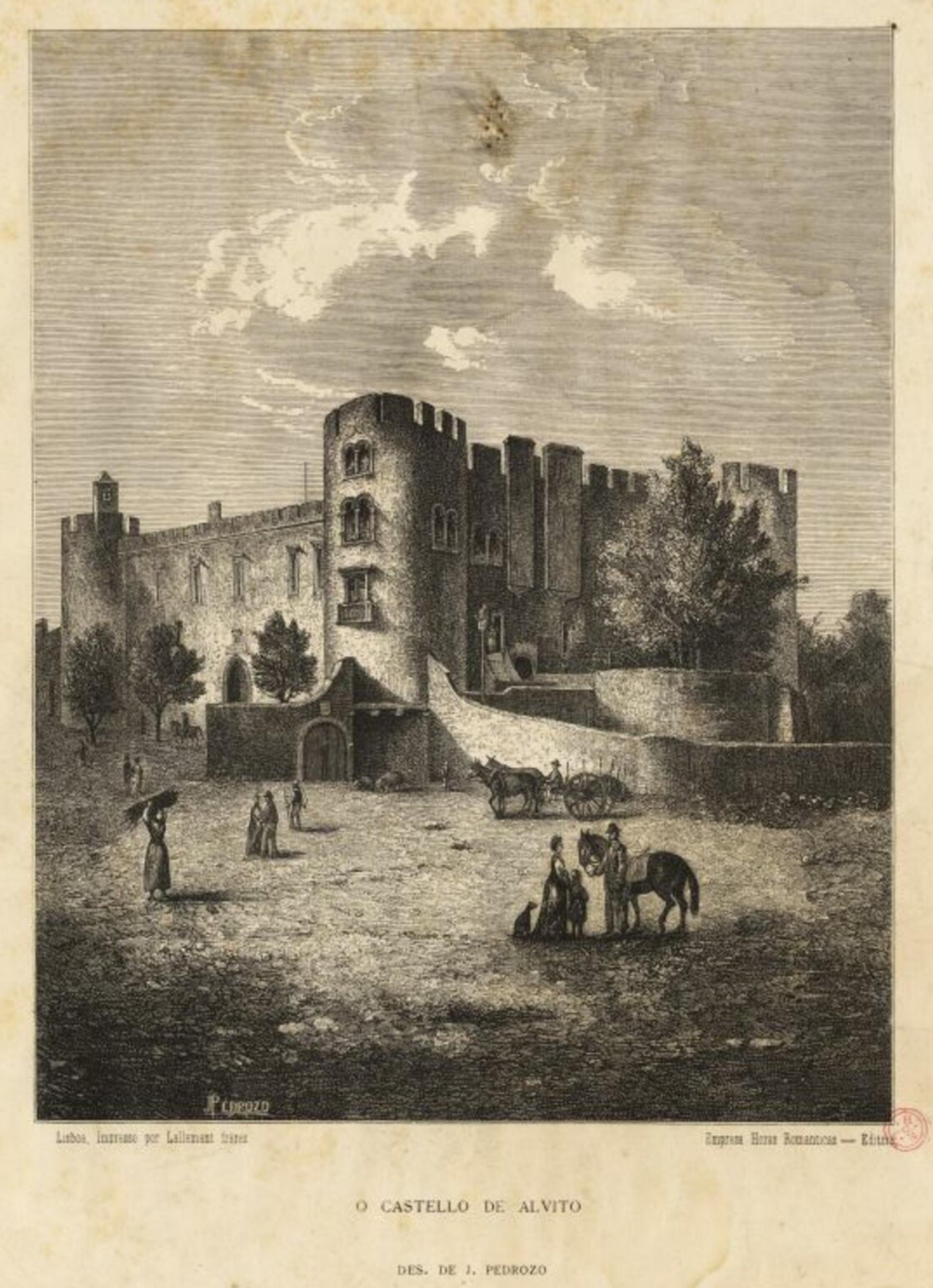
Gravura do Castelo de Alvito, feita por por João Pedroso na década de 1870.

### Séculos XIV a XVII
Em 1387, Alvito é doada a D. Diogo Lobo por D. João I, devido ao seu valioso contributo durante a batalha de Aljubarrota em 1385, e na conquista de Évora aos espanhóis em 1387. A partir desta data e até à queda da monarquia, a vila de Alvito ficou ligada à família Lobo. Em 24 de abril de 1475, o rei D. Afonso V atribuiu o título de barão a D. João Fernandes da Silveira, marido de D. Maria de Sousa Lobo, pelo que Alvito tornou-se na primeira sede de uma baronia em território nacional. Durante esta época, a vila conhece um acentuado crescimento populacional, causado principalmente pela boa situação em que o país então se encontrava, tornando-se num importante centro económico e político na região. Com efeito, segundo os censos de 1527, tinha quase 1700 habitantes e 364 fogos. Como resultado desta fase de desenvolvimento, são realizadas grandes obras, como a construção do Castelo e a reconstrução da Igreja Matriz, ganhando novos edifícios onde se destacam as linhas da arte manuelina. A partir do século XV assiste-se igualmente à construção de várias igrejas e capelas no concelho, tendo nos finais da centúria sido construída a Ermida de São Sebastião, no século XVI foram instaladas a Igreja da Misericórdia de Alvito, a Capela de Nossa Senhora das Candeias, e na década de 1640 foi edificada a Igreja de Santo António. Também se destaca a formação oficial da Santa Casa da Misericórdia de Alvito em 1520, embora tivesse começado a funcionar cerca de um século antes, tendo operado um hospital dedicado às pessoas em situação vulnerável.
Também no século XVI foi instalado o Pelourinho de Vila Nova da Baronia, que em conjunto com o edifício dos antigos Paços do Concelho, constitui um testemunho do período em que aquela vila era a sede de um concelho próprio. Entre os séculos XVI e XVII regista-se a construção de vários monumentos religiosos e civis no município de Vila Nova da Baronia, como a Igreja da Misericórdia, a Ermida de Santo António e a Ponte do Azinhal, além da reconstrução da Igreja Matriz.

### Séculos XVIII a XX
Porém, a vila entra numa fase de estagnação entre os séculos XVIII e XIX. Em 1836 o concelho de Vila Nova da Baronia foi extinto, passando a ser uma freguesia de Alvito. Em 15 de Fevereiro de 1864, o concelho passa a estar serviço por caminhos de ferro, com a inauguração do lanço entre Vendas Novas e Beja. Outra importante infraestrutura construída na segunda metade da centúria foi a Escola Conde de Ferreira. Porém, o concelho chegou a ser suprimido entre 1896 e 1898, conforme uma placa no edifício dos Paços do Concelho: «Foi suprimido este concelho em 26 de Junho de 1896 e restaurado em 13 de Janeiro de 1898. Installado em 3 de Fevereiro do mesmo anno».
O processo de decadência continuou ao longo do século XX, apesar da construção de alguns equipamentos estatais, no sentido de melhorar os serviços prestados à população, como uma escola primária feminina nos princípios da centúria. Na obra Album Alentejano, publicada nos princípios da década de 1930, Alvito é descrita como tendo 4479 habitantes, possuindo então algum dinamismo económico ligado à agricultura e pecuária, sendo um centro produtor de azeite, cereais, cortiça, lã, vinhos, frutas, hortaliças e gado. Em meados do século, foi inaugurado o Mercado Municipal de Alvito. Assinala-se igualmente a formação da Associação Humanitária dos Bombeiros de Alvito, em 18 de Abril de 1950.
A crise acentuou-se nas décadas de 1960 e 1980, embora tenham sido feito algumas obras de vulto no concelho na segunda metade do século XX, incluindo a inauguração da Barragem do Alvito em 1977, construída como parte do Plano de Rega do Alentejo, e a conversão do castelo numa pousada em 1993.

### Século XXI
No século XXI continuaram a ser instalados novos equipamentos de apoio à população, destacando-se a inauguração da Biblioteca Municipal, em 9 de Outubro de 2004.

## Gastronomia

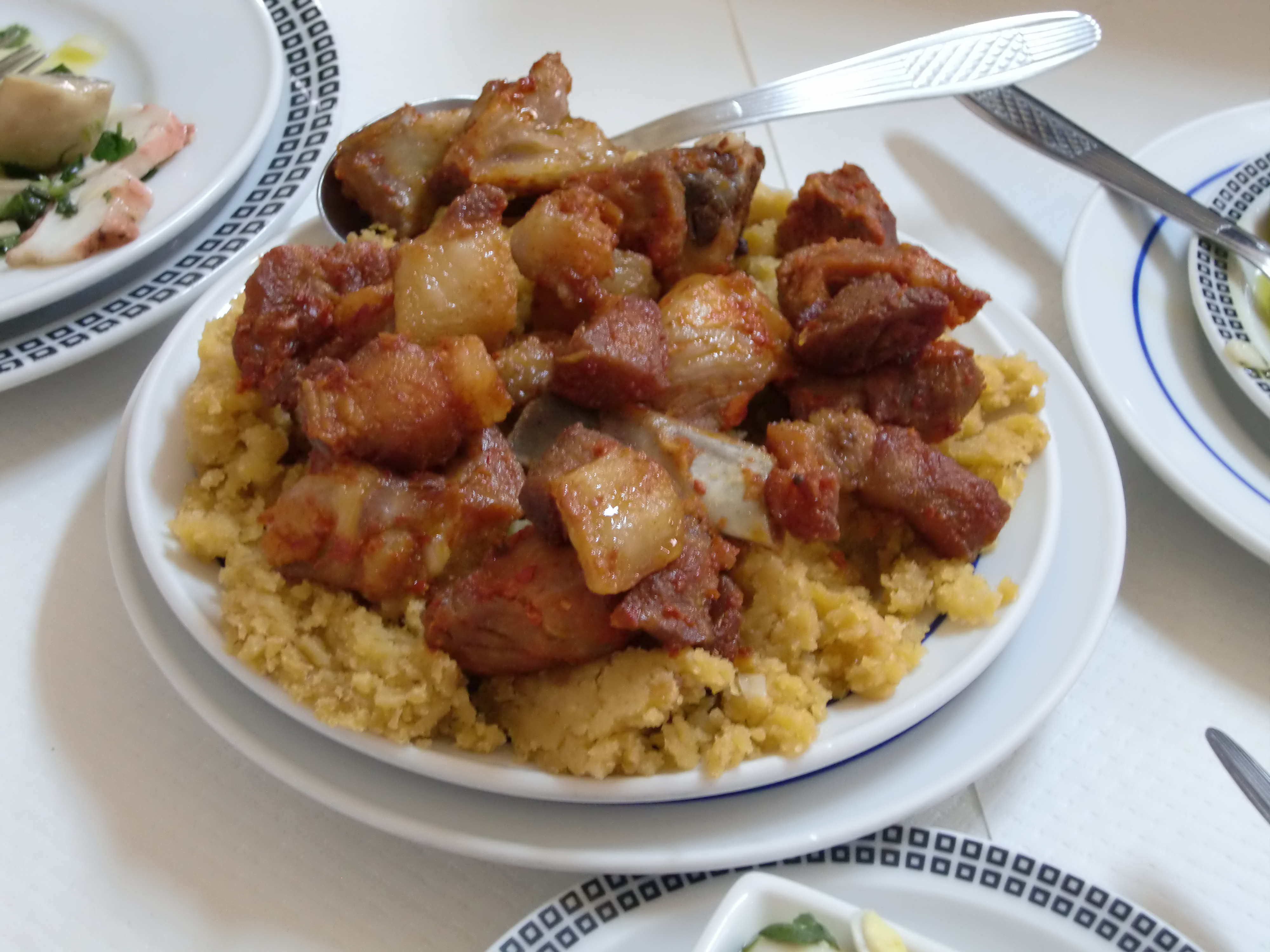
Migas, prato típico da região

As iguarias típicas que podem ser provadas em qualquer um dos restaurantes do município são:
- Açorda de Cação
- Migas
- Ensopado de Borrego
- Sopa de Beldroegas
- Feijão com Catacuzes
- Carrasquinhas

Destaca-se, também, a doçaria regional (pastéis de chila e grão), os licores e, na freguesia de Vila Nova da Baronia, os enchidos da Baronia, e os vinhos da Herdade das Barras e do Monte dos Catacuzes - ALVITUS e BARONIUM.
O evento gastronómico de maior relevo é, desde 2007, o Ciclo Gastronómico "As Ervas da Baronia".
Em Fevereiro e Junho realizam-se semanas gastronómicas em que participam os restaurantes do município, oferecendo pratos em torno de espargos, catacuzes e carrasquinhas (na 1ª semana) e beldroegas (na 2ª semana).

## Acessibilidades e infraestruturas
A sua situação geográfica de Alvito permite-lhe fácil acesso quer por rede rodoviária quer por rede ferroviária.
A linha ferroviária  que serve o município disponibiliza os serviços de comboios intercidades e regional, que fazem a ligação entre Lisboa e Beja. Neste dois pontos cruzam-se outras linhas da rede ferroviária vindas de diversos pontos do país. Em Beja, faz-se a ligação à linha do Algarve, estabelecendo assim uma ponte de ligação a esta região.
Quanto às vias rodoviárias  é de referir que a vila de Alvito se encontra localizada a 173Km de Lisboa, a 37Km de Beja, a 43Km de Évora, a 198Km de Faro e a 147Km de Badajoz (Espanha). O melhor percurso rodoviário vindo de Lisboa é pela A2 (Ponte 25 de Abril) ou pela A12 (Ponte Vasco da Gama), seguindo pela A6 em direção a Évora. Depois, deverá seguir pela EN254 até Viana do Alentejo, para finalizar com a passagem pela EN257 até Alvito.

## Cultura
- Biblioteca Municipal
- Centro Cultural de Alvito
- Centro Cultural de Vila Nova da Baronia

## Património

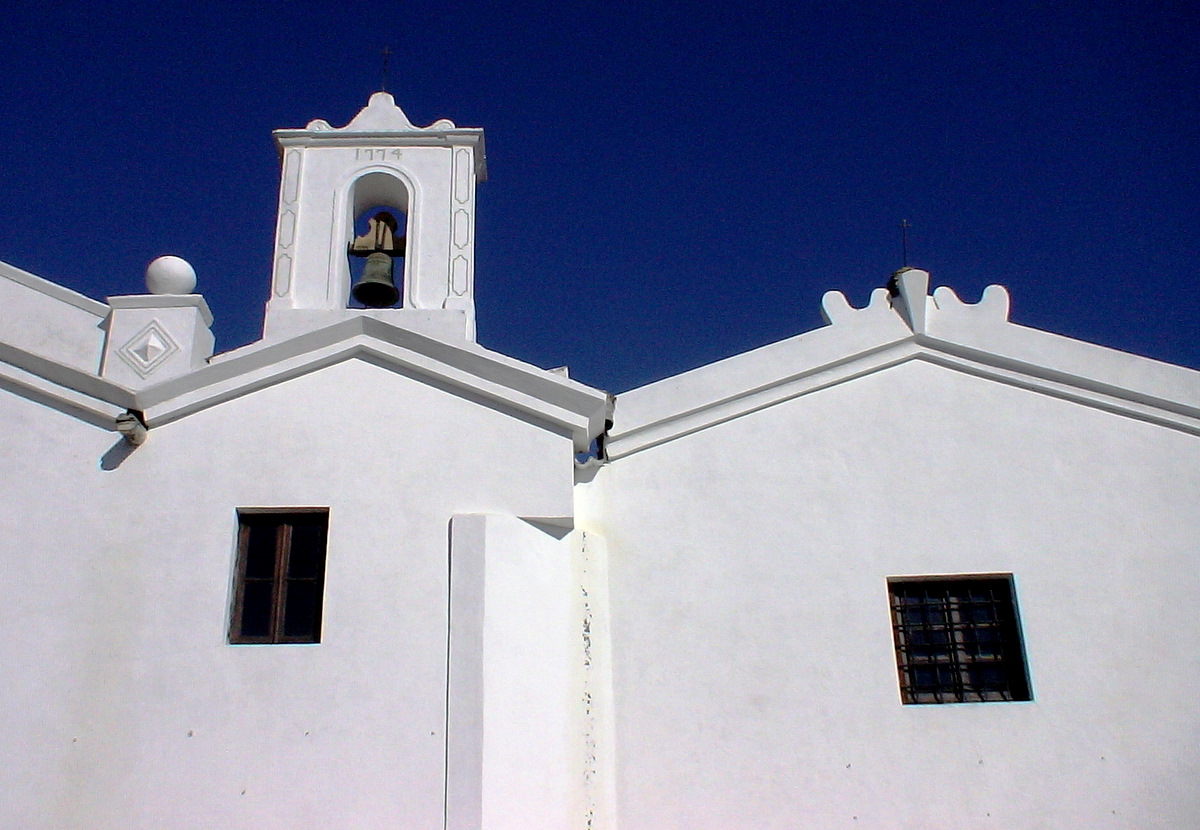
Igreja da Misericórdia e Capela de Nossa Senhora das Candeias

### Alvito
- Antiga Casa do Povo de Alvito
- Apeadeiro de Alvito
- Biblioteca Municipal Luís de Camões
- Capela de Santa Luzia
- Capela de São Bartolomeu
- Casa de António Pedro Góis
- Casa na Rua do Conselheiro Machado, n.º 9
- Casa na Rua do Conselheiro Machado, n.º 44
- Casa no Largo do Soldado Banha
- Casa na Travessa do Prior Lampreia, n.º 5
- Casas da Saúde no Monte de São Miguel
- Castelo de Alvito
- Centro histórico de Alvito
- Convento da Santíssima Trindade
- Convento de São Francisco
- Ermida de São Miguel
- Ermida de São Pedro (Alvito)
- Ermida de São Sebastião
- Ermida do Senhor Jesus das Almas
- Escola Básica do 1.º Ciclo do Alvito (Antiga Escola Primária Feminina de Alvito)
- Escola Conde de Ferreira de Alvito (Antiga Escola Primária Masculina de Alvito)
- Fonte do Largo do Roque
- Igreja da Misericórdia de Alvito e Capela de Nossa Senhora das Candeias
- Igreja Paroquial de Alvito
- Igreja de Santo António
- Mercado Municipal
- Monte de São Bartolomeu
- Paços do Concelho de Alvito
- Passos da Via Sacra de Alvito
- Pedreiras no Rossio de São Sebastião
- Pelourinho de Água de Peixes
- Pelourinho de Alvito
- Ponte de Malk Abraão
- Portal da Quinta de São João
- Quinta dos Prazeres
- Residência Paroquial de Nossa Senhora da Assunção
- Solar de Água de Peixes ou Palácio de Água de Peixes, com a sua quinta

### Vila Nova da Baronia
- Casa do Povo de Vila Nova da Baronia
- Bica Nova
- Capela de Nossa Senhora da Conceição
- Capela de Santa Ágata
- Ermida de Nossa Senhora da Graça
- Ermida de Santo António
- Ermida de São Brissos
- Ermida de São Pedro (Vila Nova da Baronia)
- Estação Ferroviária de Vila Nova da Baronia
- Igreja Matriz de Vila Nova da Baronia
- Igreja da Misericórdia de Vila Nova da Baronia
- Fábrica de Moagem de Vila Nova da Baronia
- Fonte Santa
- Moinhos de vento na Serra de São Miguel
- Monte do Azinhal
- Monte do Rio Seco
- Passos da Via Sacra de Vila Nova da Baronia
- Pelourinho de Vila Nova da Baronia
- Ponte do Azinhal

## Evolução da população do município
★ Por decreto de 03/04/1871, a freguesia de Torrão, que pertencia ao concelho de Alvito, passou a fazer parte do de Alcácer do Sal, do distrito de Setúbal. 
★★ Por decreto de 17/10/1876, a freguesia de Odivelas, também pertencente ao concelho de Alvito, passou a fazer parte do concelho de Ferreira do Alentejo.
| Número de habitantes                  | Número de habitantes | Número de habitantes | Número de habitantes | Número de habitantes | Número de habitantes | Número de habitantes | Número de habitantes | Número de habitantes | Número de habitantes | Número de habitantes | Número de habitantes | Número de habitantes | Número de habitantes | Número de habitantes | Número de habitantes |
| ------------------------------------- | -------------------- | -------------------- | -------------------- | -------------------- | -------------------- | -------------------- | -------------------- | -------------------- | -------------------- | -------------------- | -------------------- | -------------------- | -------------------- | -------------------- | -------------------- |
| 1864                                  | 1878                 | 1890                 | 1900                 | 1911                 | 1920                 | 1930                 | 1940                 | 1950                 | 1960                 | 1970                 | 1981                 | 1991                 | 2001                 | 2011                 | 2021                 |
| 2 738                                 | 2 804                | 2 833                | 3 065                | 3 976                | 3 970                | 4 556                | 5 616                | 5 506                | 4 850                | 3 376                | 2 968                | 2 650                | 2 688                | 2 504                | 2 280                |
| Número de habitantes por Grupo Etário |                      |                      |                      |                      |                      |                      |                      |                      |                      |                      |                      |                      |                      |                      |                      |
|                                       |                      |                      | 1900                 | 1911                 | 1920                 | 1930                 | 1940                 | 1950                 | 1960                 | 1970                 | 1981                 | 1991                 | 2001                 | 2011                 | 2021                 |
| 0-14 Anos                             | 0-14 Anos            | 0-14 Anos            | 975                  | 1 436                | 1 356                | 1 545                | 1 838                | 1 661                | 1 278                | 840                  | 569                  | 444                  | 350                  | 325                  | 293                  |
| 15-24 Anos                            | 15-24 Anos           | 15-24 Anos           | 548                  | 669                  | 749                  | 845                  | 1 043                | 970                  | 908                  | 435                  | 397                  | 288                  | 355                  | 261                  | 234                  |
| 25-64 Anos                            | 25-64 Anos           | 25-64 Anos           | 1 362                | 1 766                | 1 590                | 1 808                | 2 403                | 2 393                | 2 289                | 1 760                | 1 434                | 1 256                | 1 249                | 1 212                | 1 068                |
| = ou > 65 Anos                        | = ou > 65 Anos       | = ou > 65 Anos       | 220                  | 237                  | 277                  | 280                  | 333                  | 367                  | 375                  | 430                  | 568                  | 662                  | 734                  | 706                  | 685                  |

(Obs.: De 1900 a 1950 os dados referem-se à população presente no município à data em que eles se realizaram. Daí que se registem algumas diferenças relativamente à designada população residente.)

## Política

### Eleições autárquicas[30]
| Data | %     | V     | %            | V            | %      | V      | %              | V       | %              | V       | %              | V        | %              | V   | %              | V       | % | V | Participação |                |
| Data | PS    | PS    | FEPU/APU/CDU | FEPU/APU/CDU | AD     | AD     | PPD/PSD        | PPD/PSD | CDS-PP         | CDS-PP  | PPM            | PPM      | IND            | IND | PSD/CDS        | PSD/CDS | A | A | Participação |                |
| ---- | ----- | ----- | ------------ | ------------ | ------ | ------ | -------------- | ------- | -------------- | ------- | -------------- | -------- | -------------- | --- | -------------- | ------- | - | - | ------------ | -------------- |
| Data | 1976  | 48,99 | 3            | 43,61        | 2      |        |                |         |                |         |                |          |                |     |                |         |   |   |              | 73,61 / 100,00 |
| 1979 | 13,39 | -     | 49,74        | 3            | 34,22  | 2      | AD             | AD      | AD             | AD      | AD             | AD       | 84,66 / 100,00 |     |                |         |   |   |              |                |
| 1982 | 13,33 | -     | 47,68        | 3            | 33,30  | 2      | AD             | AD      | AD             | AD      | AD             | AD       | 82,24 / 100,00 |     |                |         |   |   |              |                |
| 1985 |       |       | 39,90        | 2            |        |        | 55,45          | 3       |                |         |                |          | 77,35 / 100,00 |     |                |         |   |   |              |                |
| 1989 | 24,39 | 1     | 33,39        | 2            | 37,83  | 2      | 76,12 / 100,00 |         |                |         |                |          |                |     |                |         |   |   |              |                |
| 1993 | 30,21 | 2     | 32,52        | 2            | 30,09  | 1      | 4,17           | -       | 76,73 / 100,00 |         |                |          |                |     |                |         |   |   |              |                |
| 1997 | 33,82 | 2     | 45,00        | 3            | 14,12  | -      | 1,41           | -       | 74,73 / 100,00 |         |                |          |                |     |                |         |   |   |              |                |
| 2001 | 45,37 | 2     | 32,17        | 2            | 16,37  | 1      | 2,22           | -       | 72,29 / 100,00 |         |                |          |                |     |                |         |   |   |              |                |
| 2005 | 21,77 | 1     | 20,85        | 1            | 20,30  | 1      | AD             | AD      | AD             | AD      | AD             | AD       | 33,76          | 2   | 75,59 / 100,00 |         |   |   |              |                |
| 2009 | 33,40 | 2     | 34,08        | 2            | 29,60  | 1      | AD             | AD      | AD             | AD      | AD             | AD       |                |     | 75,71 / 100,00 |         |   |   |              |                |
| 2013 | 31,14 | 2     | 45,20        | 2            |        |        | CDS-PP         | CDS-PP  | PPD/PSD        | PPD/PSD |                |          | 19,14          | 1   | 70,38 / 100,00 |         |   |   |              |                |
| 2017 | 31,78 | 2     | 49,05        | 3            | 10,92  | -      | 1,99           | -       |                |         | 68,50 / 100,00 |          |                |     |                |         |   |   |              |                |
| 2021 | 49,66 | 3     | 34,26        | 2            | CDS-PP | CDS-PP | PPD/PSD        | PPD/PSD | 11,77          | -       | PSD/ CDS       | PSD/ CDS | 69,44 / 100,00 |     |                |         |   |   |              |                |

### Eleições legislativas
| Data | %     | %     | %     | %    | %     | %        | %     | %     | %     | %     | %    | %   | %       | % | %  | %  |
| Data | PCP   | PS    | PSD   | CDS  | UDP   | APU/ CDU | AD    | FRS   | PRD   | PSN   | BE   | PAN | PSD CDS | L | CH | IL |
| ---- | ----- | ----- | ----- | ---- | ----- | -------- | ----- | ----- | ----- | ----- | ---- | --- | ------- | - | -- | -- |
| 1976 | 40,86 | 25,86 | 11,68 | 6,79 | 1,81  |          |       |       |       |       |      |     |         |   |    |    |
| 1979 | APU   | 18,15 | AD    | AD   | 1,57  | 45,95    | 27,32 |       |       |       |      |     |         |   |    |    |
| 1980 | APU   | FRS   | AD    | AD   | 1,08  | 43,02    | 31,06 | 17,83 |       |       |      |     |         |   |    |    |
| 1983 | APU   | 24,86 | 15,96 | 6,19 | 0,88  | 45,09    |       |       |       |       |      |     |         |   |    |    |
| 1985 | APU   | 15,06 | 25,30 | 1,48 | 0,90  | 38,40    | 12,36 |       |       |       |      |     |         |   |    |    |
| 1987 | CDU   | 15,60 | 32,64 | 2,37 | 0,98  | 34,95    | 4,45  |       |       |       |      |     |         |   |    |    |
| 1991 | CDU   | 24,75 | 36,40 | 1,82 |       | 26,88    | 0,81  | 0,75  |       |       |      |     |         |   |    |    |
| 1995 | CDU   | 41,04 | 18,90 | 2,26 | 1,22  | 30,89    |       |       |       |       |      |     |         |   |    |    |
| 1999 | CDU   | 42,54 | 17,73 | 4,40 |       | 29,55    | 0,21  | 1,10  |       |       |      |     |         |   |    |    |
| 2002 | CDU   | 40,02 | 24,09 | 5,05 | 24,01 |          | 1,71  |       |       |       |      |     |         |   |    |    |
| 2005 | CDU   | 47,08 | 15,62 | 3,28 | 24,54 | 4,07     |       |       |       |       |      |     |         |   |    |    |
| 2009 | CDU   | 32,15 | 18,87 | 7,62 | 27,79 | 8,27     |       |       |       |       |      |     |         |   |    |    |
| 2011 | CDU   | 29,12 | 27,84 | 9,25 | 22,41 | 2,63     | 0,83  |       |       |       |      |     |         |   |    |    |
| 2015 | CDU   | 37,09 | CDS   | PSD  | 22,29 | 8,61     | 0,34  | 22,98 | 0,43  |       |      |     |         |   |    |    |
| 2019 | CDU   | 37,69 | 14,18 | 1,82 | 21,58 | 7,90     | 2,03  |       | 1,42  | 4,76  | 0,51 |     |         |   |    |    |
| 2022 | CDU   | 43,39 | 16,88 | 0,27 | 14,37 | 3,66     | 0,89  | 0,80  | 13,04 | 2,41  |      |     |         |   |    |    |
| 2024 | CDU   | 28,55 | AD    | AD   | 13,06 | 17,19    | 6,81  | 1,38  | 1,54  | 24,82 | 0,97 |     |         |   |    |    |

## Personalidades
- Padre Luís Caldeira - jesuíta que nasceu em Alvito. Foi professor em Évora, deixando vários sermões religiosos.
- D. Luiz Cerqueira - bispo do Japão (Funai), (1598-1614).
- Mariana Mortágua - deputada do Bloco de Esquerda (BE)
- Joana Mortágua - deputada do Bloco de Esquerda (BE)

## Heráldica
|  | Brasão: Escudo de prata com um castelo composto de um pano de muralha ladeado por duas torres circulares a azul. Em chefe, um ramo de oliveira e um ramo de azinheira, ambos a verde frutados de negro, cruzados em ponta e atados a vermelho. Em contra-chefe, duas faixas ondadas a azul entre um arco de ponte a negro realçada de prata. Coroa mural de prata de quatro torres. Listel branco com legenda a negro: "VILA DE ALVITO". |
|  | Bandeira: De fundo azul. Cordões e borlas de prata e azul. Haste e lança de ouro. |

## Geminações
A vila de Alvito é geminada com a seguinte cidade:
- Alvito, Lácio, Itália